# Violent Dirge
Violent Dirge – polska grupa muzyczna wykonująca technical death metal. Powstała w 1990 roku w Warszawie. W 1995 roku formacja została rozwiązana.

## Historia
Grupa powstała w 1990 roku w Warszawie w składzie: Mariusz Nowak, Wojciech Nowak, Marek "Góral" Górecki, Krzysztof "Głowa" Głowacki i Andrzej Barcikowski. 9 kwietnia tego samego roku ukazało się debiutanckie demo formacji zatytułowane Face of X-Tremity. W sierpniu 1991 roku w warszawskim CCS Studio zostało nagrane drugie demo Violent Dirge. Kaseta pt. Obliteration of Soul ukazała się tego samego roku nakładem Carnage Records. 
W grudniu 1992 roku ponownie w CCS Studio muzycy nagrali debiutancki album pt. Elapse. Kaseta zrealizowana we współpracy z producentem Stanisławem Bokowym ukazała się w maju 1993 roku. Latem 1994 roku w warszawskim Modern Sound Studio muzycy przystąpili do nagrań drugiego albumu. Kaseta zatytułowana Craving została zrealizowana we współpracy z Adamem Toczko, który również zmiksował nagrania. Materiał ukazał się w 1995 roku nakładem wytwórni muzycznej Loud Out Records. Tego samego roku formacja została rozwiązana.

## Dyskografia
- Face of X-Tremity (1990, wydanie własne)
- Obliteration of Soul (1991, Carnage Records)
- Elapse (1993, Carnage Records)
- Craving (1995, Loud Out Records)

## Nagrody i wyróżnienia
| Rok  | Kategoria                          | Nagroda                       | Nota       |
| ---- | ---------------------------------- | ----------------------------- | ---------- |
| 1991 | Album roku (Face of X-Tremity)     | Plebiscyt Thrash'em All, 1990 | 16 miejsce |
| 1992 | Zespół roku                        | Plebiscyt Thrash'em All, 1991 | 8 miejsce  |
| 1992 | Album roku (Obliteration of Soul)  | Plebiscyt Thrash'em All, 1991 | 5 miejsce  |
| 1992 | Gitarzysta roku (Wojciech Nowak)   | Plebiscyt Thrash'em All, 1991 | 2 miejsce  |
| 1992 | Basista roku (Mariusz Nowak)       | Plebiscyt Thrash'em All, 1991 | 4 miejsce  |
| 1992 | Perkusista roku (Robert Szymański) | Plebiscyt Thrash'em All, 1991 | 3 miejsce  |